# Pantoporia panayana
Pantoporia panayana är en fjärilsart som beskrevs av Schröder och Colin G.Treadaway 1979. Pantoporia panayana ingår i släktet Pantoporia och familjen praktfjärilar. Inga underarter finns listade i Catalogue of Life.